# Пизанская надпись

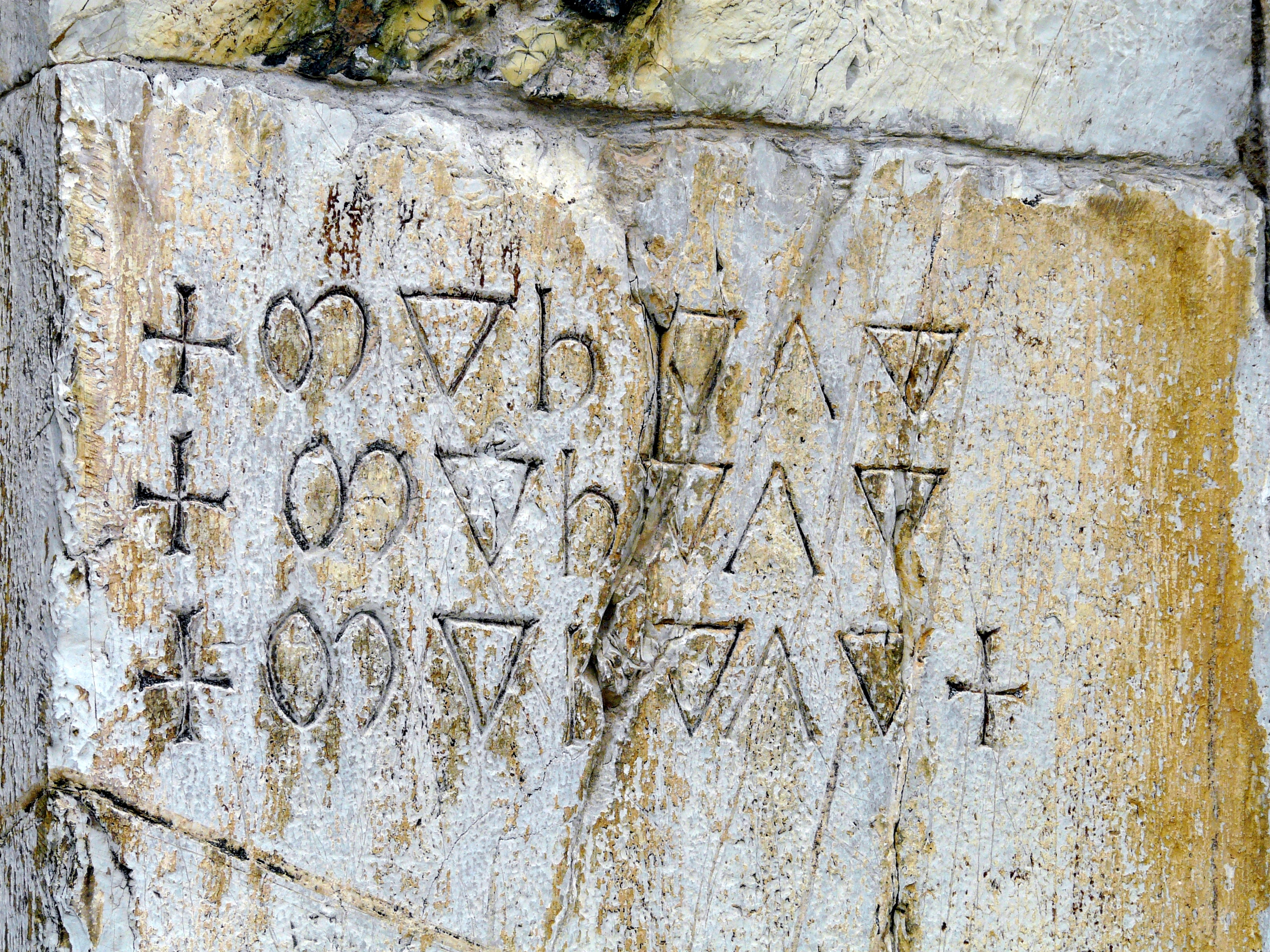
Надпись на фасаде Собора святого Христофора в коммуне Барга

Пиза́нская на́дпись — надпись из трёх одинаковых «слов», выполненная неизвестным письмом на фасаде баптистерия города Пиза. Идентичная надпись обнаружена на фасадах ряда других итальянских храмов в романском стиле в Пизе (церковь Святого Фредиано и на плите, происходящей из ныне не существующей церкви Святых Космы и Дамиана), а также в других городах Тосканы — Лукке, Пистое и Барге — всего известно о шести надписях. Время и контекст создания надписей неизвестны, хотя можно предположить синхронность их создания; в этом случае они могли быть высечены не ранее XII в., когда была построена самая поздняя из перечисленных церквей. Надпись состоит из трёх строк (см. на иллюстрации), кроме надписи в баптистерии в Пизе, где текст размещён в одну строку.

## Описание надписи
С точки зрения расшифровки — надпись предельно неудобна, так как написана неизвестной нам системой письма и неизвестным на сегодняшний день языком.
Надпись состоит из трёх слов, всего 6 символов, каждый из символов повторён трижды. В начале каждого слова стоит греческий крест, в конце последнего слова также начертан греческий крест. Хотя отдельные знаки надписи напоминают греческие, письменность неизвестна, как неизвестны и какие-либо другие тексты с её использованием. Первый знак (второй, если считать крест) пока не нашёл какой-либо приемлемой параллели с известными алфавитами — возможно, средневековая минускульная m. Второй знак (третий, если считать крест) в каждом слове напоминает греческую букву дельта. Третий (четвёртый, если считать крест) напоминает букву эта. Пятый (шестой, если считать крест) напоминает букву лямбда или готическую h. Кресты, судя по всему, призваны разделить слова между собой и открывают и закрывают надпись.

## Надписи в других городах Италии

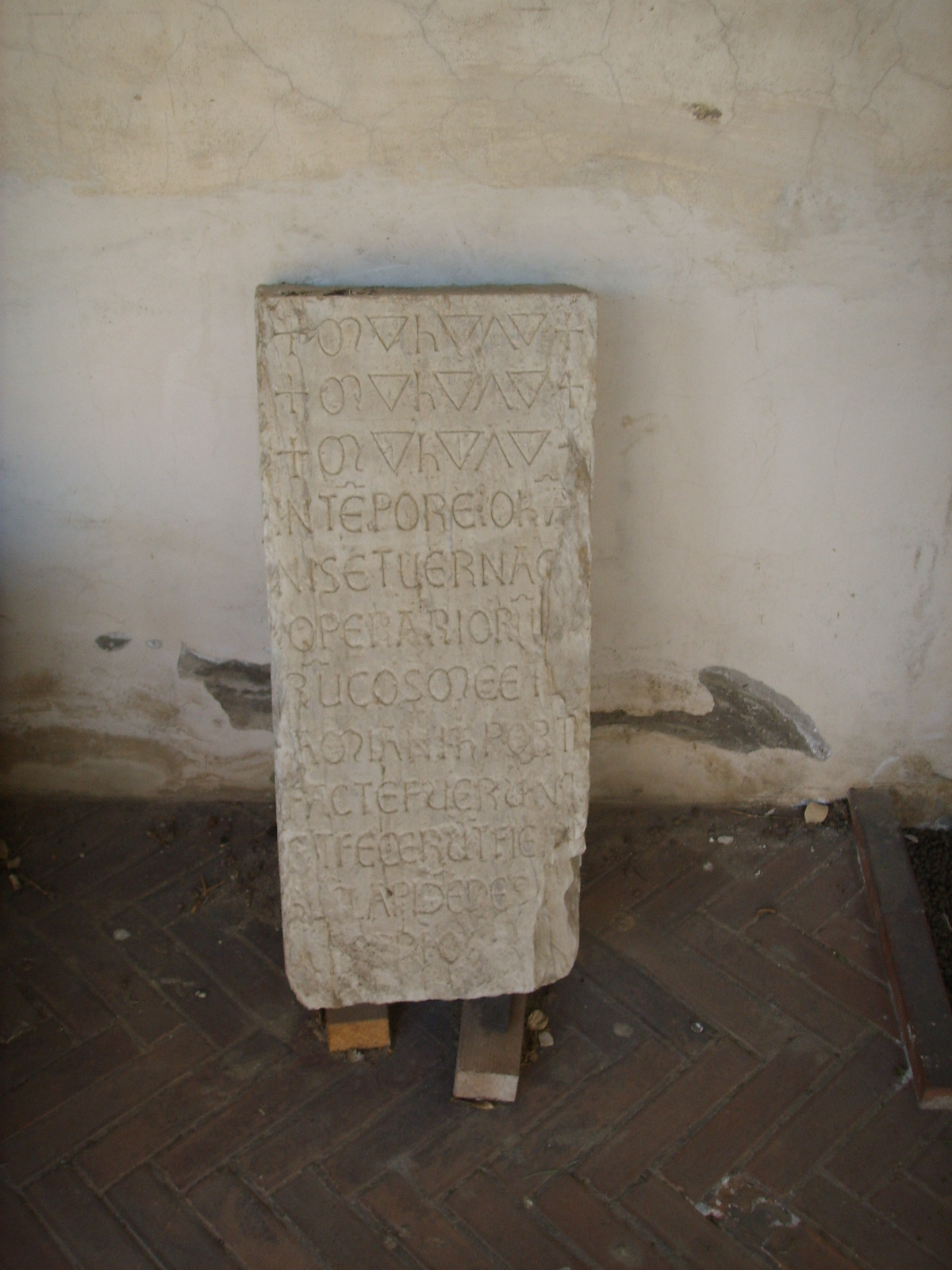
Плита с надписью, происходит из церкви Свв. Космы и Дамиана (Пиза). Музей Сан-Маттео

Текст, полностью идентичный пизанскому, был высечен на ряде других религиозных сооружений Италии, причём в заметных местах, что говорит о намеренном нанесении надписи строителями церквей или с ведома духовных лиц, а не о хулиганстве или осквернении. В частности, он высечен на следующих объектах VIII—XII вв., также расположенных в Тоскане:
- Собор Святого Христофора в коммуне Барга. Надпись нанесена справа от входа в собор и на левом косяке боковой двери, расположенной в западном углу собора[1].
- Баптистерий в Пизе — слева от главного входа, на косяке. В отличие от остальных известных надписей, в этой церкви надпись нанесена в одну строку[1].
- Церковь Святого Фредиана, Пиза — также слева от входа, но в три строки[1].
- Национальный музей Сан-Маттео — надпись на плите[1], которая сохранилась от церкви Святых Космы и Дамиана, Пиза (до наших дней не сохранилась)[2]. По сохранившимся описаниям надпись была расположена справа от входа[1].
- Церковь Святого Понтиана, Лукка: самой церкви уже нет, но то, что там существовала надпись, записано в рукописи 896 (лицевой лист 63)[комментарий 1] из Государственной библиотеки[итал.] — это рукопись учёного XVIII века из Лукки, Бернардино Барони, в которой он, скорее всего, пересказывая некий более древний источник[3], описывает процедуру перевозки мощей святого Понтиана из Рима в Лукку в 901 году, в церковь Святых Иакова и Филиппа. Папа[комментарий 2], организовавший перевозку мощей, указал выгравировать данную надпись на свинцовом ларце со святыми мощами. Когда мощи привезли в Лукку, их поместили под алтарь церкви, а эту надпись нанесли на мраморную плиту, поставленную перед алтарём. Надпись высек «скульптор Лука»[5]. Церковь Святых Иакова и Филиппа сейчас разрушена. В 1470 году мощи были перенесены в церковь Святого Варфоломея, которая стала затем аббатством Святого Понтиана. При образовании аббатства мраморная плита с надписью была перенесена в новую церковь и поставлена на её главный алтарь. Примерно в 1930-х годах останки были перенесены в церковь сестёр Гесуате, а камень, который был на первом месте захоронения, окончательно утрачен[3]. В рукописи Барони надпись приведена в одну строку, и под каждой из трёх частей (которые в оригинале были строчками) подписано на латыни соответственно: Immensitas, Unitas, Veritas («Безмерность/Безграничность, Единство/Единственность, Истина/Существование»)[1].
- Церковь Сан-Пьетро-Маджоре, Пистоя: надпись в три строки слева от центрального портала[3].

Имеются также сведения о других подобных надписях, которые не сохранились до наших дней: Дж. Арриги (итал. G. Arrighi) в 1955 году, основываясь на сомнительном сообщении Дж. Тарджиони Тоццетти (итал. G. Targioni Tozzetti), пишет о надписи на левом косяке боковой двери Собора святого Стефана в Прато, а на словах каноника Николы Дзуккели — о наличии такой же надписи на двери церкви Святого Фредиана в Пистое. По информации О. Банти (1975), без указания источника, существовала подобная надпись и в приходской церкви Санта-Мария Лоппия в селении Барга.

## Варианты расшифровки

### COEthtst COEthtst COEthtstC
Один из предложенных вариантов расшифровки заключается в замене символов надписи, производимой следующим образом: крестов на C, первого символа (второго, если считать кресты) на дифтонг OE, второго символа (третьего, если считать кресты) на t, третьего символа (четвёртого, если считать кресты) на h, а пятого символа (шестого, если считать кресты) на s. Хотя некоторые из замен можно мотивировать сравнением с древнегреческим алфавитом, нет обоснования, почему замена должна производиться именно на эти буквы, а самое главное — надпись после такой замены также не имеет смысла.

### Знаки братств
Одна из гипотез расшифровки, не имеющая исторического подтверждения, состоит в том, что надпись составлена из опознавательных знаков, принадлежащих местным братствам каменотёсов и архитекторов.

### Теория M, H, A
Некоторые учёные сосредоточились на первом (втором, если считать кресты), третьем (четвёртом, если считать кресты) и пятом (шестом, если считать кресты) символах, интерпретируя их как соответствующие буквы в латинском алфавите, M, H и A, что в результате даёт акроним. Он расшифровывается как M(ysterium) H(oc) A(moris) (это тайна любви) или M(ysterium) H(oc) A(rcanum) (это мистическая тайна). Если это так, то нет ясности, почему и как эта символика использовалась строителями по всей Тоскане, в средние века, или, если надпись была заказана кем-то другим, непонятны причины, по которым она была написана, и её значение.

### Теория M, H, L
Археолог и эпиграфист Маргерита Гуардуччи интерпретировала те же три символа из теории M, H, A как M, H и L, посчитав первый символ буквой мю, второй буквой эта, а третий заглавной буквой лямбда. Комбинация MHL представляется сокращённой формой имени архангела Михаила (Μιχαήλ), которая повторяется трижды в надписи как триграф, отсылающий к Святой Троице: три буквы в названии, три сегмента и три треугольника, если интерпретировать перевёрнутые буквы дельта как треугольники. Согласно этому предположению, надпись является родом печати, знака, который наносился на те здания, где работали странствующие строители, особенно почитавшие Троицу. Гуардуччи отмечает, что с первых веков христианства идея о Триедином Боге является основой веры, и надписи с упоминанием Троицы на фасадах домов и церквей (исследователь приводит примеры) были апотропными, считались средством отвращения злых сил. Гуардуччи датирует создание записи из Лукки, упоминающейся в рукописи 896, 801 годом, а не началом X века и связывает её появление с неким дьяконом Якопо, который перед этим годом занял епископскую кафедру. Якопо поддержал копирование надписи со свинцового ларя для мощей на каменной плите. Таким образом, по мнению Гуардуччи, надпись из Лукки является самой ранней из серии ей подобных. Образцы из Пизы и Барги, как считает Гуардуччи, современны зданиям, на стенах которых они выбиты, поэтому относятся к XI—XII векам.
Объяснение Гуардуччи не принимает во внимание отсутствующие символы (кресты и перевёрнутые дельты), которые в таком случае считаются символическими заполнителями, и «разбивку» между буквами, которые группируются в триграф. Неясно также, насколько древнегреческий язык и связанная с ним система письма были известны в этой конкретной области и в то конкретное время. Поэтому эта гипотеза также имеет существенные недостатки. В то же время Дариа Пазини (Dottorato Forme e Scienze del Sapere Uni-PI) отмечает, что Гуардуччи указывала на то, что в этой части Италии и в VIII и в XI—XII веках поддерживались торговые связи с греческим Востоком и южными областями Италии, где ещё использовался греческий язык.
По мнению Оттавио Банти (Пизанский университет), надпись выполнена не греческими, а латинскими буквами. Символ, похожий на перевёрнутую «дельту», по Банти, — это буква «i», трансформировавшаяся на письме в знак с уменьшившейся нижней частью и, наоборот, увеличенным треугольным (клиновидным) завершением. Таким образом, буква стала похожа на перевёрнутый равносторонний треугольник. Банти читает надпись со всеми знаками без пропусков как «Mihili» — лангобардский вариант имени архангела.

## Комментарии
1. ↑  Lucca, Biblioteca governativa, ms. 896, f. 63  r
2. ↑  Согласно Барони[1], это был Пий IV, живший на шесть веков позднее описываемых в рукописи событий, что явная ошибка, и среди учёных нет согласия относительно настоящего имени понтифика, которого имел в виду Барони[1]. Профессор Оттавио Банти, расшифровывая запись Барони, прочитал имя «Джованни», а не «Пий», однако понять, что же за папа Иоанн имеется в виду, не представляется возможным. Есть версия, что по вине переписчиков в документе, который изучал Барони, пропущено несколько слов, и имя Джованни относится к епископу Лукки[4].